# Tungusite
La tungusite è un minerale.